# Hydatellaceae
Famille
Classification APG III (2009)
Les Hydatellaceae (les Hydatellacées en français) sont une petite famille de plantes à fleurs de l'ordre des Nymphaeales.
Ce sont des plantes herbacées, annuelles, à rosette, aquatiques avec des feuilles submergées et émergentes, autogames ou à pollinisation aquatique, de Nouvelle-Zélande et de l'ouest de l'Australie.

## Étymologie
Le nom vient du genre Hydatella lui-même issu de Hydat (eau, ampoule pleine d'eau) et du suffixe latin -ella (petite).

## Classification
La classification phylogénétique APG (1998) et classification phylogénétique APG II (2003) assignent cette famille à l'ordre Poales, placé sous Angiospermes→Monocotylédones→Commelinidées.
Mais le Angiosperm Phylogeny Website [23 juin 2009] assigne cette famille dans l'ordre Nymphaeales, placé directement sous Angiospermes.
En classification phylogénétique APG III (2009), cette famille est placée dans l'ordre Nymphaeales.

## Liste des genres
Selon World Checklist of Selected Plant Families (WCSP) (16 mai 2010) et NCBI (16 mai 2010) :
- genre Trithuria Hook.f. (1858)

Selon Angiosperm Phylogeny Website (16 mai 2010) et DELTA Angio (16 mai 2010) :
- genre Hydatella Diels
- genre Trithuria Hook.f.

## Liste des espèces
Selon World Checklist of Selected Plant Families (WCSP) (27 mars 2010) :
- genre Trithuria Hook.f. (1858)
  - Trithuria austinensis  D.D.Sokoloff, Remizowa, T.D.Macfarl. & Rudall (2008)
  - Trithuria australis  (Diels) D.D.Sokoloff, Remizowa, T.D.Macfarl. & Rudall (2008)
  - Trithuria bibracteata  Stapf ex D.A.Cooke (1981 publ. 1983)
  - Trithuria cookeana  D.D.Sokoloff, Remizowa, T.D.Macfarl. & Rudall (2008)
  - Trithuria cowieana  D.D.Sokoloff, Remizowa, T.D.Macfarl. & Rudall (2008)
  - Trithuria filamentosa  Rodway (1903)
  - Trithuria inconspicua  Cheeseman (1906)
  - Trithuria konkanensis  S.R.Yadav & Janarth. (1994)
  - Trithuria lanterna  D.A.Cooke (1981)
  - Trithuria occidentalis  Benth. (1878)
  - Trithuria polybracteata  D.A.Cooke ex D.D.Sokoloff, Remizowa, T.D.Macfarl. & Rudall (2008)
  - Trithuria submersa  Hook.f. (1858)

Note: Kew Garden place toutes les espèces Hydatella sp. dans Trithuria.
Selon NCBI (27 mars 2010) :
- genre Trithuria
  - Trithuria filamentosa
  - Trithuria inconspicua
  - Trithuria submersa